# Staphylococcus
A Staphylococcus  (a staphylē, "fürt" ill. κόκκος, kókkos, "szemcse" görög szavakból) egy Gram-pozitív, kemoorganotróf baktériumnemzetség. A genusz fajainak sejtjei gömbölyűek, 0,5-1,6 µm átmérőjűek, párban vagy jellemzően több síkban történő osztódás eredményeként szabálytalan csomókban (fürtökben) fordulnak elő. Mozgásra nem képesek. Savtermelés mellett a szénhidrátokat széles spektrumban képesek hasznosítani.
Fakultatív anaerobok, optimális szaporodási hőmérsékletük 35-40 °C.
A Staphylococcus aureus az egyik leggyakoribb gennykeltő baktériumnak tekinthető, de jelentős szerepet játszik az ételmérgezésekben és kórházi járványokban is. Sejtjei gömb alakúak, 0,5-1,0 µm átmérőjűek, egyesével vagy párosan fordulnak elő. A sejtosztódás több rétegben is előfordulhat, ezért rendezetlen csomók keletkeznek. Egyes ritka törzsek tokos sejteket hoznak létre, melyek sokszor fokozott virulenciát (fertőzőképességet) mutatnak a tok nélküli törzsekkel szemben.

## Szaporodásuk

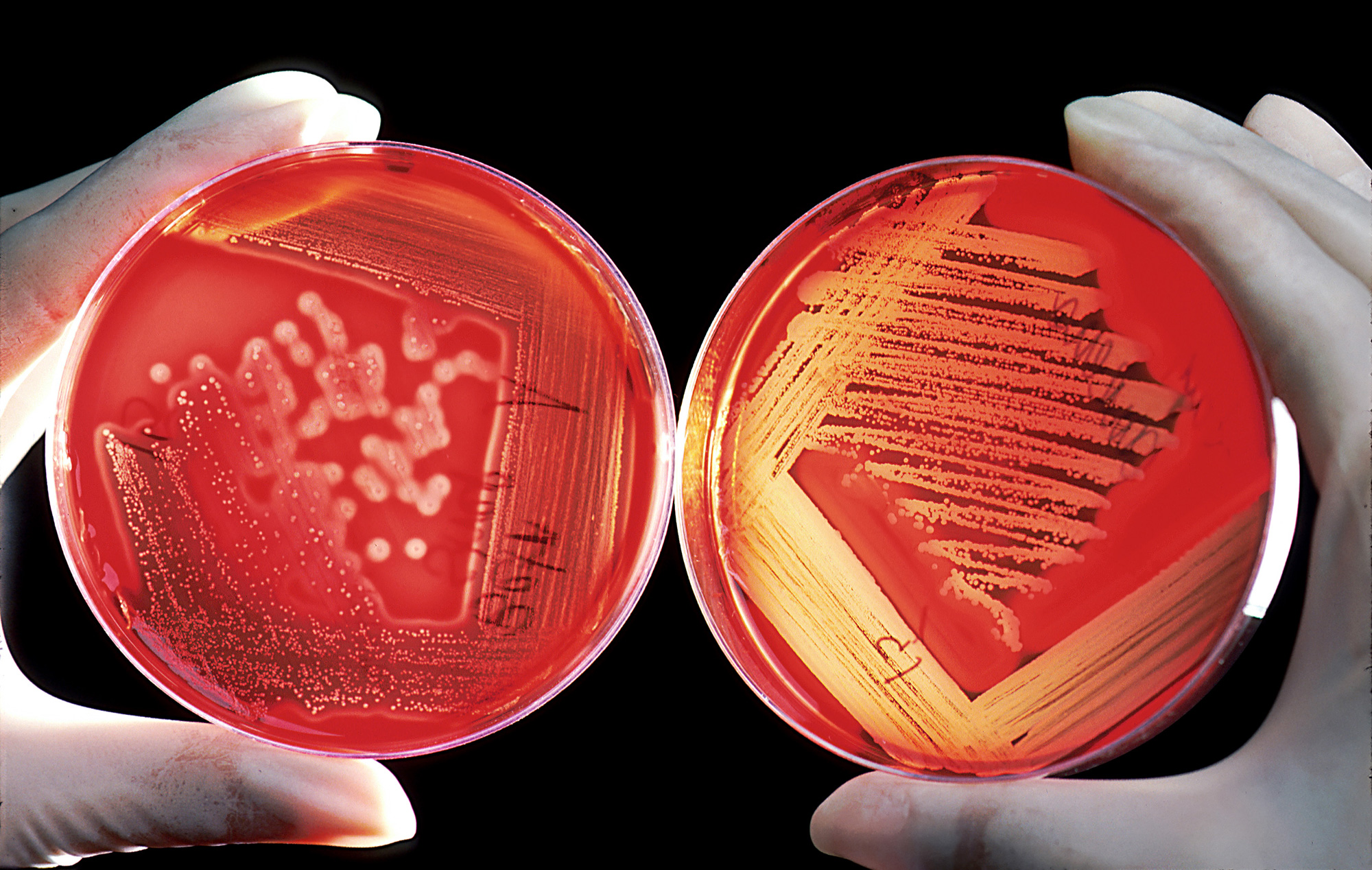
Pozitív staphylococcus fertőzés (balra) véres agar táptalajon

A tok nélküli törzsek agar táptalajon való szaporítása során megfigyelhető, hogy a kolóniák sima tapintásúak, domborúak, csillogók, kerek formájúak és átlátszók. A telep öregedésével a kolóniák majdnem teljesen átlátszóak lesznek. A tokkal rendelkező törzseknél a telepek általában kisebbek, csillogó, nedves felülettel. A tárolás során a felület elnyálkásodhat, és a növekedés a táptalaj teljes vastagságára kiterjedhet.
A telepek pigmentációja változó, a törzsek legtöbbjénél azonban kimutatható a kolóniák, illetve a sejtek kismértékű festődése. A szürkétől a sárgás árnyalatú szürkésfehéren és sárgás narancson át a narancsig terjedhet.

## Előfordulás
Mint potenciális kórokozót megtalálhatjuk egészségesek testfelszínén, orrban, torokban, köpetben, székletben, anyatejben, élelmiszerekben, emberi és állati környezetben is. Kórházi, főleg szülészeti, csecsemő- és műtétes osztályokon gyakran okoz sebfertőzéseket.
A virulens típusok évekig fennmaradhatnak, gyakran akut, hányással jelentkező csoportos ételmérgezéseket okozhatnak. A tünetekért felelőssé tehető a termelt enterotoxin (bélrendszer működésére ható, lásd exotoxin). A fertőzés gyakori forrása a disznósajt és a tejes fagylaltok. Élelmezéshigiéniás szempontból az ételmérgezésekben a beteg eredetű és az élelmiszerekből, a környezetből kimutatható staphylococcusok jelentősége az enterotoxin termelőképességének vizsgálatával bizonyítható.